# Noordelijke Nevenlijnen

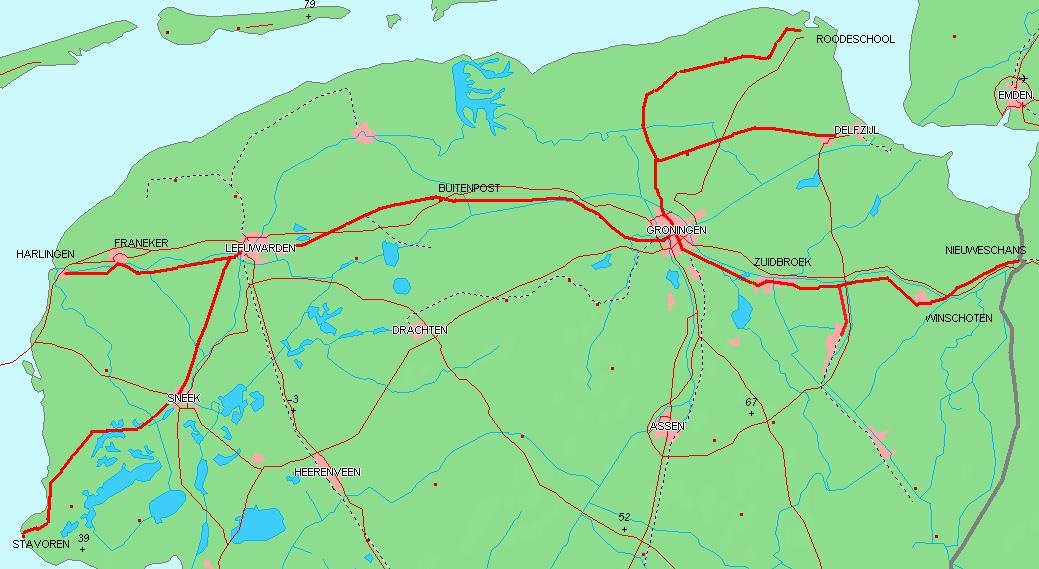
De Noordelijke Nevenlijnen

Onder de noemer Noordelijke Nevenlijnen worden de zeven niet-geëlektrificeerde spoorlijnen voor reizigersvervoer in de provincies Groningen en Friesland verstaan.

## Lijnen
Sinds 13 december 2020 is ieder traject van de Noordelijke Nevenlijnen voorzien van een lijnnummer. Zo is bijvoorbeeld het traject Leeuwarden - Groningen voorzien van lijnnummer 1. De voorvoegsels RE en RS geven aan of de treinen rijden als stoptrein (RS) of als sneltrein (RE). Hiermee volgen de Noordelijke Nevenlijnen hetzelfde systeem als die in de provincie Limburg, die dit systeem al gebruikt sinds 9 december 2018.

### Provincie Friesland
- Lijn 1: Staatslijn B van Leeuwarden naar Groningen
- Lijn 2: Staatslijn B van Harlingen Haven naar Leeuwarden
- Lijn 3: Leeuwarden – Stavoren

Hier rijden de volgende treinseries:
| Serie      | Treinsoort         | Route                         | Bijzonderheden |
| ---------- | ------------------ | ----------------------------- | --- |
| 37000 RS 3 | Stoptrein (Arriva) | Leeuwarden – Sneek            | Rijdt niet in de spitsuren, dan rijdt RE3 (treinserie 38000). Rijdt ook niet 's avonds na 20:00. Op zondag rijden slechts twee vroege ritten naar Sneek en één late rit naar Leeuwarden. |
| 37100 RS 3 | Stoptrein (Arriva) | Leeuwarden – Sneek – Stavoren | |
| 37200 RS 2 | Stoptrein (Arriva) | Leeuwarden – Harlingen Haven  | |
| 37300 RE 1 | Sneltrein (Arriva) | Leeuwarden – Groningen        | Stopt 2x/uur in Feanwâlden en alternerend in Buitenpost en Zuidhorn. |
| 37400 RS 1 | Stoptrein (Arriva) | Leeuwarden – Groningen        | 's Avonds rijden van maandag t/m zaterdag enkele extra treinen tussen Zuidhorn en Groningen.                                                                                             |
| 38000 RE 3 | Sneltrein (Arriva) | Leeuwarden – Sneek            | Spitstrein. |

### Provincie Groningen
- Lijn 1: Staatslijn B van Leeuwarden naar Groningen
- Lijn 4: Groningen – Roodeschool – Eemshaven
- Lijn 5: Groningen – Delfzijl
- Lijn 6: Staatslijn B van Groningen naar Bad Nieuweschans (sinds 16 november 2012, ook wel Wiederline genoemd)
- Lijn 7: Groningen – Zuidbroek – Veendam (sinds 1 mei 2011)

Hier rijden de volgende treinseries:
| Serie            | Treinsoort         | Route                                                      | Bijzonderheden |
| ---------------- | ------------------ | ---------------------------------------------------------- | --- |
| 20100 RS 6 RB 57 | Stoptrein (Arriva) | Groningen – Zuidbroek – Bad Nieuweschans – Weener – ‒ Leer | Ook wel Wiederline genoemd. Vanwege brugschade geen treinverkeer mogelijk tussen Weener en Leer. Op dit traject rijdt lijnbus 620 van Weser-Ems Bus. Er rijden ook Arrivabussen tussen Groningen en Leer v.v. |
| 37300 RE 1       | Sneltrein (Arriva) | Leeuwarden – Groningen                                     | Stopt 2x/uur in Feanwâlden en alternerend in Buitenpost en Zuidhorn. |
| 37400 RS 1       | Stoptrein (Arriva) | Leeuwarden – Groningen                                     | 's Avonds rijden van maandag t/m zaterdag enkele extra treinen tussen Zuidhorn en Groningen. |
| 37500 RS 6       | Stoptrein (Arriva) | Groningen – Zuidbroek – Winschoten – Bad Nieuweschans      | Enkele ritten starten/eindigen in Bad Nieuweschans. |
| 37600 RS 4       | Stoptrein (Arriva) | Groningen – Roodeschool – Eemshaven                        | Vier à vijf treinen per dag van/naar Eemshaven |
| 37700 RS 5       | Stoptrein (Arriva) | Groningen – Delfzijl                                       | |
| 37800 RS 7       | Stoptrein (Arriva) | Groningen – Zuidbroek – Veendam                            | |
| 37900 RE 6       | Sneltrein (Arriva) | Groningen – Winschoten                                     | Rijdt enkel in de spitsuren. |

Tot 1999 was de exploitatie van deze lijnen in handen van de Nederlandse Spoorwegen. Tussen 1999 en 2005 werden ze geëxploiteerd door NoordNed. Sinds december 2005 is de exploitatie voortgezet onder de vlag van Arriva (concessie tot december 2035).

## Geschiedenis
De lijn Harlingen – Leeuwarden – Groningen – Nieuweschans werd door de Staat der Nederlanden aangelegd als Staatslijn B en in exploitatie gegeven in de periode 1863-1868.
Het traject Harlingen – Leeuwarden werd geopend in 1863 en was de tweede door de Staatsspoorwegen in gebruik genomen spoorlijn. Drie jaar later, in 1866, werd de lijn verlengd naar Groningen en in 1868 werd de lijn verlengd naar Nieuweschans bij de Duitse grens. Hierdoor was er een rechtstreekse verbinding ontstaan tussen de haven van Harlingen en het Duitse achterland.
In 1884 werd de spoorlijn Groningen – Delfzijl geopend en in 1893 de zijtak van Sauwerd naar Roodeschool.
De spoorlijn Leeuwarden – Sneek – Stavoren werd in 1883-1885 in gebruik genomen door de Hollandsche IJzeren Spoorweg-Maatschappij (HSM) als onderdeel van de verbinding tussen Amsterdam en de Friese hoofdstad, via de route Amsterdam – Enkhuizen – Stavoren – Leeuwarden. Tussen Enkhuizen en Stavoren was een veerdienst over de Zuiderzee; deze wordt nu nog in de zomermaanden onderhouden voor het toeristisch (fiets)verkeer en voor dagtoerisme.
Vanaf 1917 gingen de spoorlijnen over in de belangengemeenschap de Nederlandse Spoorwegen (NS). Daarmee verviel het aspect van concurrentie van de lijn via Stavoren, zeker toen na 1952 Leeuwarden per elektrische trein via Zwolle kon worden bereikt (de zogenaamde Staatslijn A).
De spoorlijn Zuidbroek – Veendam is onderdeel van de spoorlijn Stadskanaal - Zuidbroek en werd geopend in 1910. De lijn werd in 1953 voor reizigersvervoer gesloten, maar bleef in gebruik voor goederenvervoer. Sinds 2011 rijden er weer reizigerstreinen naar Veendam.

### Naam
De spoorlijn tussen Groningen en Leer kreeg een eigen naam. De naam Wiederline werd op vrijdag 16 november 2012 in De Oude Remise in Bad Nieuweschans bekendgemaakt.

## Materieel

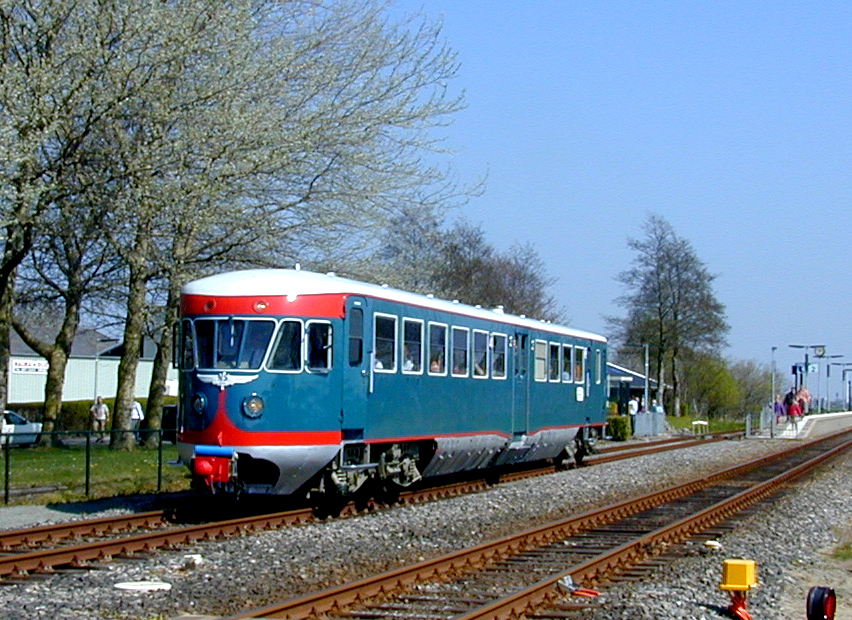
Blauwe Engel nr. 41 te Dronrijp (2005).

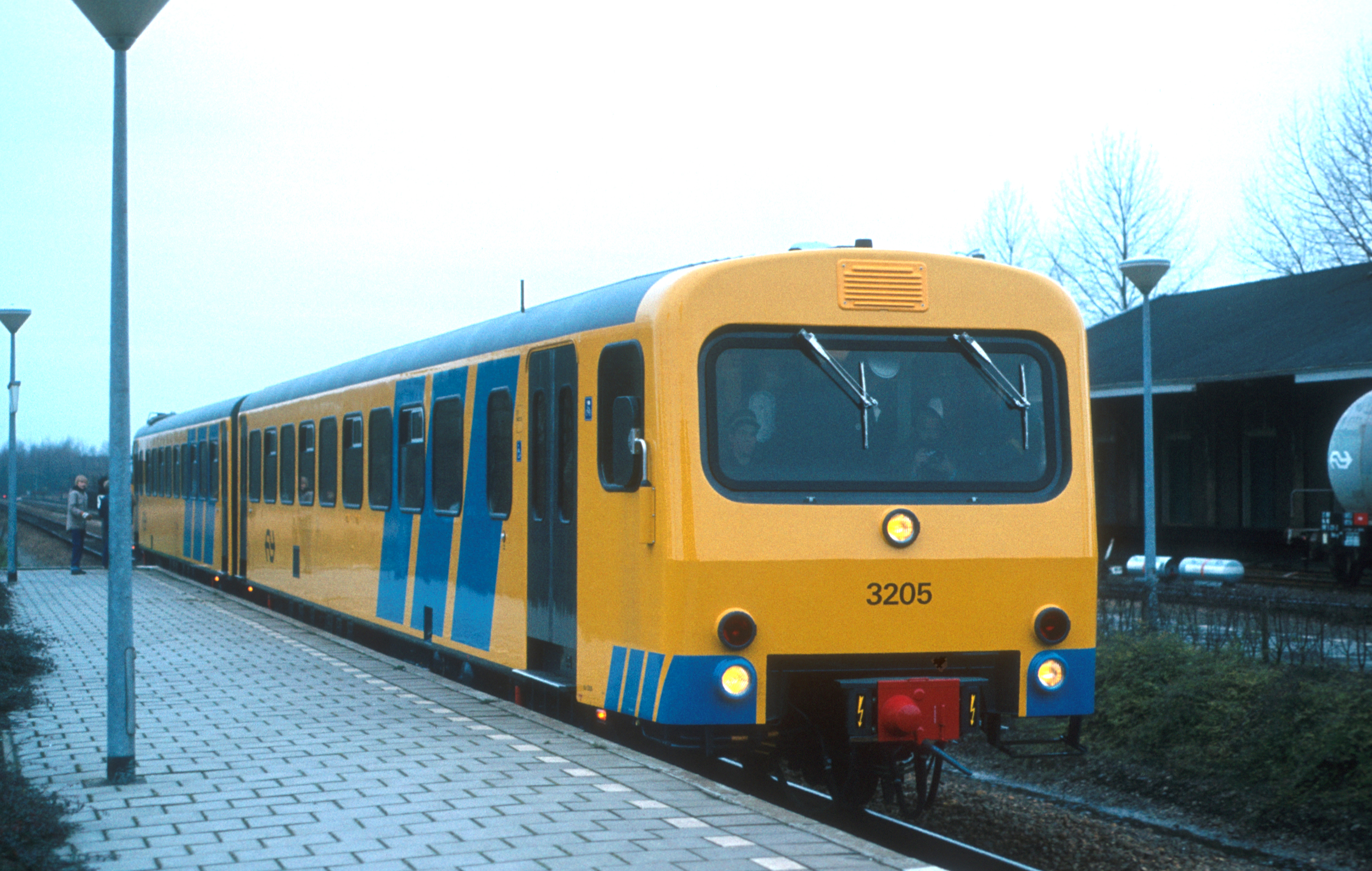
Een wadloper (DH-2) te Delfzijl.

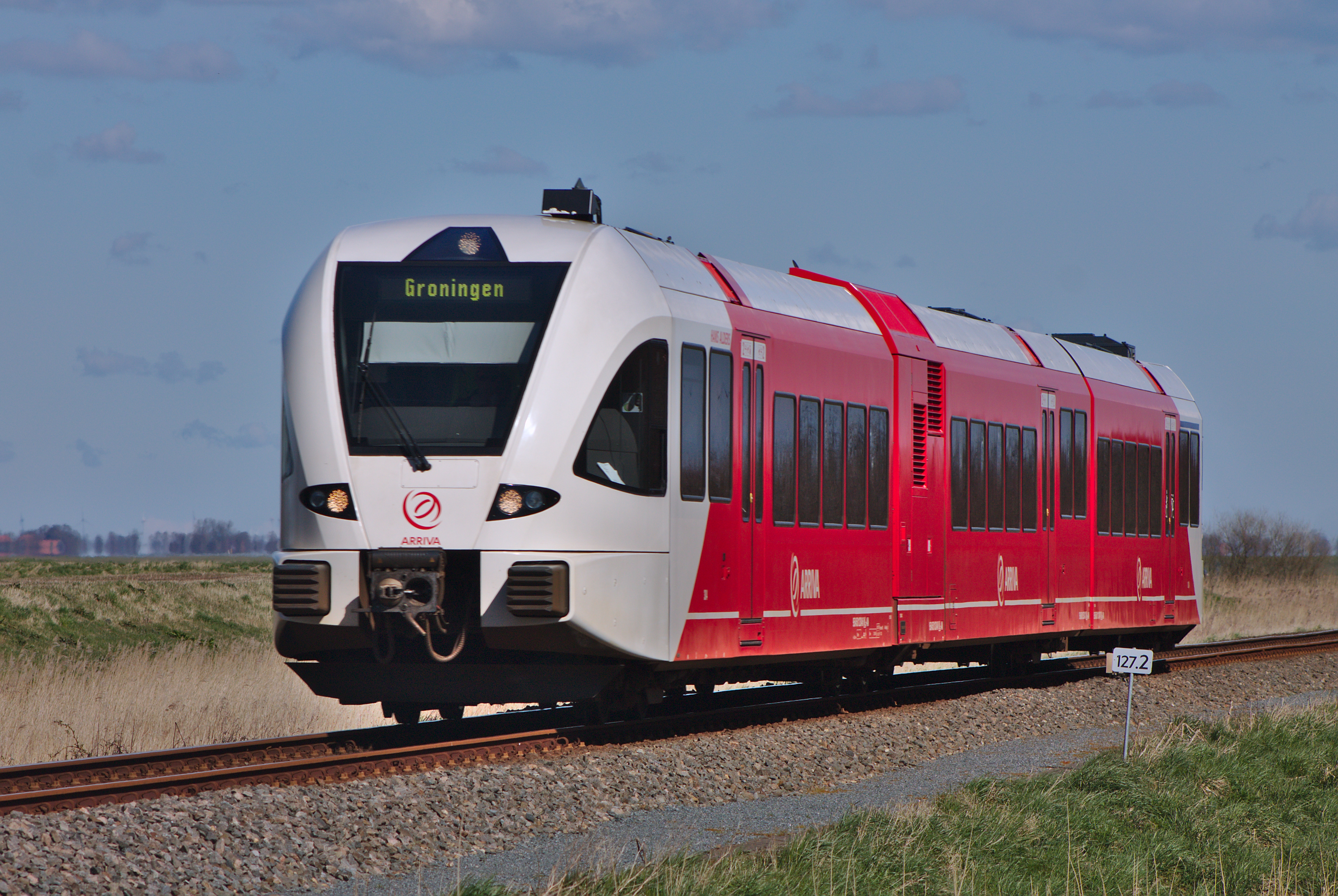
Een Stadler GTW (Spurt) van Arriva onderweg tussen Leer en Groningen.

De stoomtractie werd in 1953-1954 vervangen door dieseltractie, na aflevering van de dieselelektrische motorrijtuigen en treinstellen Plan X. Deze werden door hun aanvankelijk blauwe kleur ook wel 'Blauwe Engel' genoemd.
Vanaf begin jaren zestig kwamen ook de dieselelektrische treinstellen Plan U op de noordelijke nevenlijnen te rijden, met name de lijn Groningen – Leeuwarden.
In de jaren zeventig kwam de vervanging van het dieselmaterieel uit de jaren vijftig aan de orde. Om de verlieslijdende nevenlijnen als spoorlijn te kunnen blijven exploiteren was het nodig een goedkopere exploitatievorm te kiezen.
Het resultaat was de aanschaf van nieuwe lichtere dieselmotorrijtuigen type DH1 en dieseltreinstellen type DH2 in 1981-1983. Deze werden bekend onder de naam 'Wadloper'. Zij waren geschikt voor exploitatie in eenmanbediening, maar de conducteur bleef op de treinen aanwezig. Door de lichtere constructie werd het baanonderhoud wel goedkoper. Ook modernisering van de beveiliging droeg hiertoe bij. Op de lijn naar Roodeschool werd al in de jaren zestig geëxperimenteerd met een Radioverkeersleiding.

## NoordNed / Arriva
In 1999 werd de exploitatie van de drie Friese lijnen door de Nederlandse Spoorwegen overgedragen aan NoordNed, een bedrijf waarvan NS aanvankelijk nog mede-eigenaar was. Een jaar later volgden de drie Groninger lijnen. Sinds 2003 zijn alle aandelen in bezit van Arriva. In december 2005 kreeg Arriva een concessie voor vijftien jaar, dus tot december 2020, die daarna verlengd werd tot 2035. De Wadlopers werden in 2006-2007 successievelijk vervangen door dieselelektrisch materieel, type GTW, gefabriceerd door de Zwitserse firma Stadler Rail. Deze treinstellen werden door Arriva Spurt gedoopt. Hieraan werden in 2021 hybride treinstellen van het type Arriva WINK, ook van Stadler, toegevoegd.

## Goederenvervoer
Een aantal lijnen heeft naast reizigersverkeer ook een functie in het goederenvervoer. Vanaf het rangeerterrein bij Onnen rijden in beginsel elke werkdag buurtgoederentreinen naar Delfzijl. Daarnaast ontvangt het in Veendam gevestigde Nedmag vijf keer per week dolomiet aangeleverd vanuit de Belgische Ardennen. Vanaf Roodeschool wordt vrijwel dagelijks aardgascondensaat per spoor vervoerd.
Over de spoorlijnen vindt daarnaast meer onregelmatig goederenvervoer plaats, zoals gipsvervoer naar Delfzijl en houtafval vanuit Veendam. Daarnaast kan gedacht worden aan projectmatig vervoer naar de havens, zoals suiker, bieten, buizen en militair materieel. De spoorlijn Zuidbroek – Nieuweschans wordt momenteel niet meer door goederentreinen gebruikt, terwijl de lijn Groningen - Leeuwarden nog af en toe wordt gebruikt bij werkzaamheden.

## Huidige situatie en toekomst

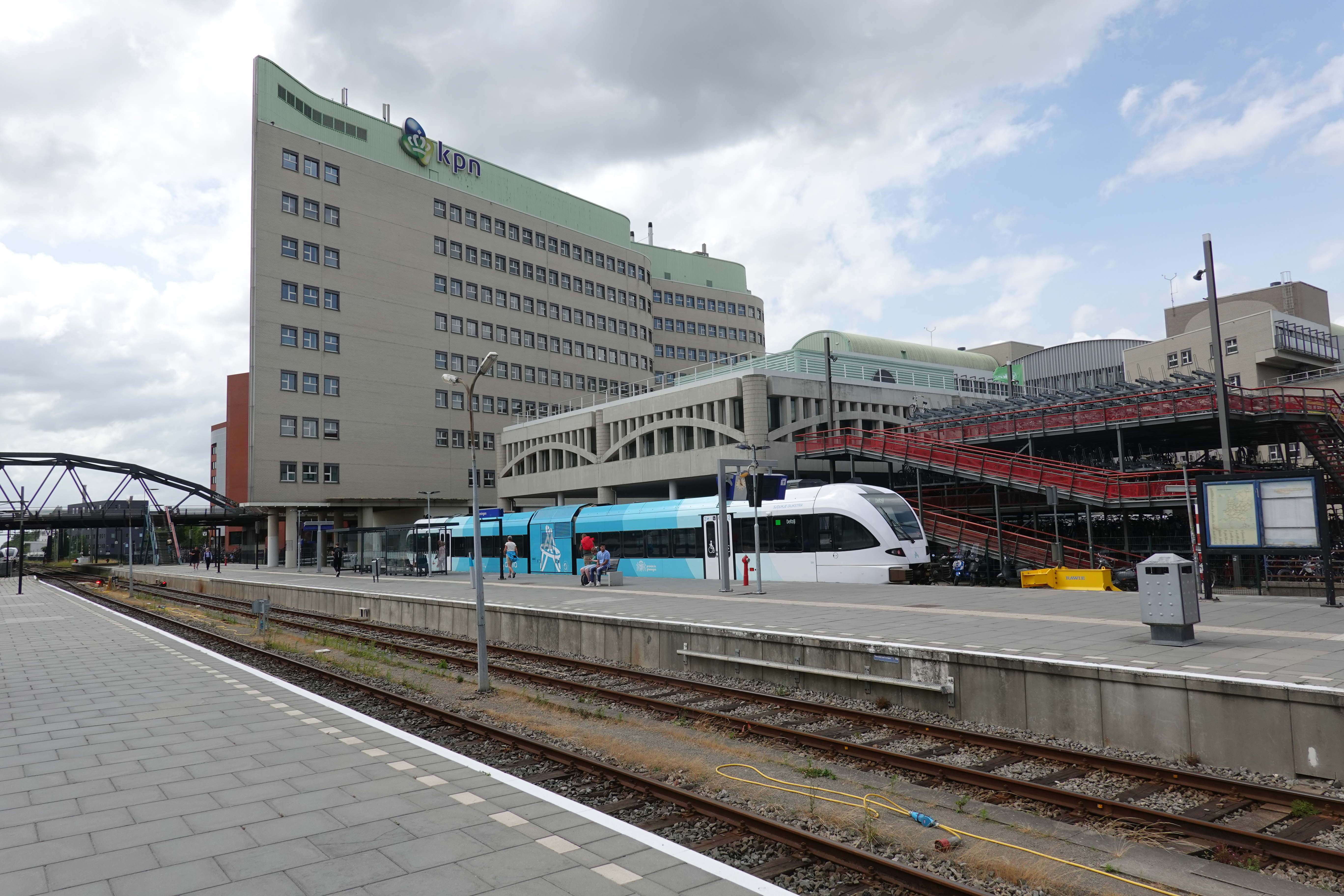
Blauwe Spurt van Arriva op station Groningen

Het belang van de bovengenoemde spoorlijnen is met het verschuiven van de vervoersstromen steeds meer in het regionale verkeer komen te liggen, waarbij de kleinere steden per trein verbonden worden met de provinciehoofdsteden Groningen en Leeuwarden. In de jaren 2010 werden plannen gemaakt voor de elektrificatie van de lijn Leeuwarden – Groningen. In 2020 besloot de provincie Groningen na een test echter in te zetten op waterstoftreinen met de inzet om in 2027 te starten en in 2035 volledig van de dieseltreinen af te stappen. Na een mislukte aanbesteding voor de aankoop van waterstoftreinen werd in 2024 besloten te proberen om een huurconstructie voor waterstoftreinen op te zetten.

### Concessie 2020
Programma van eisen voor de nieuwe treinconcessie die december 2020 in ging. Deze nieuwe treinen komen er in de toekomst bij:
1. Tweede sneltrein Groningen – Leeuwarden (nu 1x per uur, straks 2x) (alleen doordeweeks tot 20 uur)
2. Extra pendeltrein Zuidhorn – Groningen – Groningen Europapark (1x per uur in ochtendspits)
3. Spits sneltrein Groningen – Winschoten (tot 2x per uur)
4. Extra spitstreinen Leeuwarden – Sneek (4x per uur een trein in de spits)
5. Verlenging van spoorlijn Groningen-Veendam naar Stadskanaal (per 2025)